# Anomochlooideae
Anomochlooideae Potzdal é uma subfamília da família Poaceae (Gramineae). Os gêneros botânicos desta subfamília estão distribuidos em 2 tribos:
- Anomochloeae - Streptochaeteae

## Sinônimos
- Anomochloaceae Nakai, Streptochaetaceae Nakai

## Classificação das Anomochlooideae
| Tribos          | Gêneros       |
| --------------- | ------------- |
| Anomochloeae    | Anomochloa    |
| Streptochaeteae | Streptochaeta |

## Observação
A DELTA: L.Watson e M.J.Dallwitz classifica os dois gêneros como:
- Gênero Anomochloa: tribo Anomochloeae, subfamília Bambusoideae.
- Gênero Streptochaeta: tribo  Streptochaeteae, subfamília Bambusoideae.